# Tshabong
Tshabong is een stad in Botswana en is de hoofdplaats van het district Kgalagadi.
Tshabong telde in 2001 bij de volkstelling 6591 inwoners.